# Faith Leech
Pour les articles homonymes, voir Leech.
Faith Yvonne Leech, née le 31 mars 1941 à Bendigo et morte le 14 septembre 2013 dans la même ville, est une nageuse australienne spécialiste des épreuves en nage libre. Elle remporte l'or dans le relais 4 × 100 mètres nage libre et le bronze au 100 m nage libre aux Jeux olympiques d'été de 1956 à Melbourne.
Nageuse grande et mince, connue pour sa technique élégante, Leech commence à nager dès l'enfance pour se renforcer après avoir souffert d'une série de troubles gastriques. Elle se fait rapidement connaître en battant une série de records par catégorie d'âge. En 1955, elle devient la plus jeune nageuse à remporter un titre australien, en s'imposant dans le 110 yards nage libre à l'âge de 13 ans. À la fin de l'année 1955, elle bat à deux reprises le record australien du 100 yards nage libre, se positionnant ainsi comme l'une des principales candidates à la sélection olympique de 1956.
La préparation de Leech est entravée par une maladie qui l'oblige à renoncer aux Championnats d'Australie de 1956, mais elle se rétablit et obtint la sélection olympique dans le 100 mètres nage libre et le relais correspondant. Leech réalise une poussée tardive pour remporter le bronze dans l'épreuve individuelle et sceller le triplé australien, avant de nager en deuxième position du relais pour aider à assurer la victoire australienne en un temps record.
Elle prend sa retraite après les Jeux olympiques à l'âge de 15 ans en citant l'anxiété causée par la course comme l'un des principaux facteurs de sa décision.

## Enfance et débuts
Deuxième enfant de Johnstone Melmore et Jessie Francis Leech, Leech naît à Bendigo, dans l'État de Victoria. Elle reçoit le nom de Faith en hommage à sa sœur aînée, décédée d'une leucémie à l'âge de deux ans. Enfant délicate, Leech éprouve une aversion pour la nourriture au cours des deux premières années de sa vie, si bien que sa mère la nourrit par petites doses toutes les heures. Leech est transportée deux fois en urgence de la maison familiale à un hôpital de Melbourne. La médecine conventionnelle n'ayant pas réussi à remédier aux problèmes alimentaires de Leech, sa mère la soumet à un jeûne de dix jours sur la recommandation d'un naturopathe. Par la suite, Leech est soumise à un régime à base de fruits, de salades et de légumes, en privilégiant le jus de betterave et le jus de carotte.
La santé de Leech s'améliore, mais elle reste légère et frêle, avec une double courbure du dos. Pour l'aider à gagner en contrôle musculaire et en confiance, ses parents l'envoient commencer la danse classique, avant d'essayer la natation, un sport que sa mère avait pratiqué en compétition. À l'âge de six ans, elle suit des cours de natation pendant les vacances de la famille dans la péninsule de Mornington. Leech est entraînée par Gustav Fröhlich (en) (également connu sous le nom de Gus Froelich), ancien champion d'Europe de natation, et entraîneur de la médaillée olympique australienne Judy-Joy Davies.
Après des débuts difficiles, Leech s'améliore au cours de sa deuxième année. Lors des championnats du Victoria, elle montre son potentiel en établissant un record d'État de 17,4 s pour le 25 yards nage libre dans la division des moins de 8 ans. L'année suivante, elle court les 25 yards en 15,7 secondes, soit trois secondes de plus que Davies au même âge. Elle progresse régulièrement, remportant les titres de l'État dans les catégories d'âge de 9 à 13 ans, établissant des records souvent plus rapides que ceux des garçons du même âge.
Vivant à Bendigo et étudiant à l'école primaire de Camp Hill, Leech ne peut se déplacer que trois fois par an pour s'entraîner avec Froelich, et s'appuie donc fortement sur des simulations sur terre ferme, comme une poulie attachée à la porte de la cuisine. À l'âge de 12 ans, elle court 110 yards en 1 min 7,1 s, établissant un record du monde non officiel pour son groupe d'âge. Cet exploit incite ses parents à louer un appartement à Melbourne, afin qu'elle puisse s'entraîner régulièrement avec Froelich. Leech s'y installe avec sa mère, tandis que son père reste à Bendigo pour s'occuper de la bijouterie familiale.
À partir de 1954, elle fréquente la Michael's Girls' Grammar School et s'entraîne quotidiennement avec Froelich aux City Baths. Les séances régulières portent leurs fruits aux Championnats du Victoria de 1955 : Leech remporte les épreuves ouvertes de 110 et 220 yards en nage libre en 1 min 7,2 s et 2 min 39,3 s, respectivement, établissant des records d'État dans les deux épreuves. Elle participe ensuite aux Championnats d'Australie, remportant le 110 yards en nage libre en 1 min 7,6 s, devenant ainsi la plus jeune lauréate d'un titre ouvert à l'âge de 13 ans. Leech remporte également les épreuves nationales juniors de 110 et 220 yards.
Le régime de Leech diffère de celui de la plupart des nageurs car Froelich n'est pas un partisan de l'entraînement sur la distance et conçoit des séances d'entraînement plus courtes pour ses élèves. Elle s'entraîne une fois par jour, en ne nageant pas plus de 3 km. Froelich ne la pousse pas à continuer à nager des longueurs lorsqu'elle se sent fatiguée, mais met l'accent sur un mécanisme de nage efficace, que Leech met en œuvre avec un mouvement de bras long et gracieux. Leech mesurait 1 m 80 (5'11"), mais ne pesait que 57 kg (126 lb), avec des épaules larges, des hanches minces, de grandes mains et de grands pieds. Son long mouvement aérodynamique incite les observateurs à la qualifier de « poisson volant ». Des problèmes de colonne vertébrale dus à un mauvais alignement du dos l'empêchent d'effectuer le virage à l'envers (en) optimal que préfèrent les nageurs de nage libre. À défaut de cela, elle est contrainte d'utiliser le virage en touche (en), qui est plus lent.

## Sélection nationale
En août 1955, Leech établit un record australien de 1 min 5 s pour le 110 yards nage libre, avant de le ramener à 1 min 4,8 s en octobre, ce qui incite les journaux à la présenter comme une candidate aux Jeux olympiques de Melbourne. Elle n'a pas l'occasion de défendre son titre australien en 1956 car elle est hospitalisée pour cause de maladie. Leech se rétablit à temps pour remporter le titre national par âge du 100 mètres nage libre en 1 min 4,6 s, à seulement 0,1 seconde du record du monde de Dawn Fraser. Elle réalise ensuite un temps de 1 min 4,6 s pour battre Fraser et Lorraine Crapp lors d'une autre réunion le mois suivant.
Leech est sélectionnée dans l'équipe olympique et l'Australian Swimming Union (en) la dispense de se rendre au camp d'entraînement national de Townsville afin qu'elle puisse s'entraîner avec Froelich, qui comprend ses exigences alimentaires. Elle rejoint l'équipe pour les derniers essais à Melbourne en octobre avant les Jeux Olympiques. Fraser et Crapp sont trop fortes dans le 100 mètres nage libre, Leech terminant deuxième et troisième dans les deux courses. Après s'être associée à Fraser, Crapp et Margaret Gibson (en) pour battre le record du monde du relais 4 × 100 mètres nage libre, Leech est sélectionnée comme l'une des trois nageuses australiennes participant aux épreuves du 100 mètres nage libre et l'une des six nageuses de l'équipe du relais 4 × 100 mètres nage libre pour les Jeux Olympiques.

## Jeux olympiques de 1956

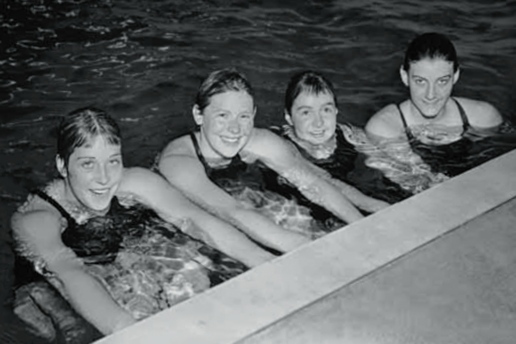
L'équipe australienne de relais 4 × 100 mètres (deuxième série) aux Jeux olympiques d'été de 1956 (de gauche à droite : Sandra Morgan, Margaret Gibson, Elizabeth Fraser, Leech).

Arrivée aux Jeux Olympiques, Leech fait ses débuts dans le 100 mètres nage libre, une épreuve dans laquelle elle, Fraser et Crapp sont considérées comme les trois concurrentes les plus fortes, bien que ces deux dernières soient considérées comme nettement plus fortes. Toutes trois remportent leur série. Leech remporte sa série avec 1,6 seconde d'avance et un temps de 1 min 4,9 s. Elle se qualifie en troisième position derrière Fraser et Crapp, qui l'ont devancée de plus de 1,5 seconde. Tirée dans la demi-finale de Fraser, Leech termine deuxième en 1 min 5,2 s, et se qualifie en troisième position pour la finale, derrière ses compatriotes. Les demi-finales suivent le même schéma que les séries, Fraser et Crapp ayant plus de deux secondes d'avance sur les six autres qualifiées, qui n'étaient séparées que par 0,8 seconde.
Ce schéma se répète dans la finale. Fraser et Crapp sont loin devant le peloton, terminant en 1 min 2 s et 1 min 2,3 s, respectivement. Leech dépasse l'Américaine Joan Rosazza dans les 25 derniers mètres et remporte la médaille de bronze en 1 min 5,1 s. La course pour la troisième place est serrée, avec seulement 0,7 seconde d'écart entre Leech et la dernière nageuse. Leech, la plus jeune nageuse du peloton, monte sur la dernière marche du podium. Elle déclare qu'il s'agissait d'un moment émouvant, après avoir vu les hommes australiens remporter un triplé dans l'épreuve correspondante la nuit de course précédente.
Comme l'Australie possédaient les trois nageuses les plus rapides dans l'épreuve individuelle du 100 mètres nage libre, elles étaient les grands favorites du relais correspondant,, d'autant plus que Fraser et Crapp étaient trois secondes plus rapides que toutes les autres nageuses. Leech n'est pas assurée d'une place dans le quatuor final. Lors des éliminatoires, Fraser et Crapp sont laissées au repos et les quatre nageuses restantes, Sandra Morgan, Elizabeth Fraser, Gibson et Leech qualifient l'équipe. Leech nage la deuxième étape en 1 min 5,9 s, la deuxième plus rapide des Australiennes, assurant ainsi sa place en finale avec Sandra Morgan, qui enregistre un temps de 1 min 5,4 s. L'Australie remporte la deuxième manche par 3,1 secondes pour se qualifier le plus rapidement pour la finale. Elles sont 1,8 et 2,3 secondes plus rapides que l'Afrique du Sud et les États-Unis, respectivement, pays qui ont tous deux nagé dans la première série. La sélection de Leech et Morgan suscite la controverse. Elles étaient les plus jeunes nageuses australiennes et manquaient d'expérience dans les compétitions de niveau ouvert : Morgan avait fait deux faux départs aux championnats d'Australie, et toutes deux n'avaient participé qu'une seule fois à une compétition de niveau national.

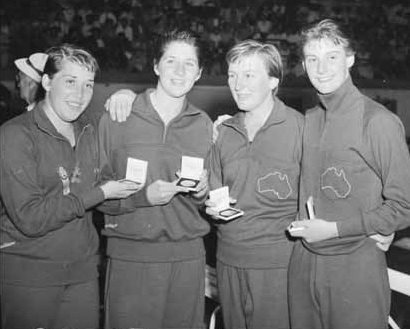
Le quatuor gagnant : Sandra Morgan, Dawn Fraser, Lorraine Crapp et Faith Leech.

En finale, l'Australie prend un mauvais départ ; Dawn Fraser s'arrête presque lorsqu'elle entend un deuxième coup de feu, croyant qu'un faux départ s'est produit. Elle termine sa course en 1 min 4 s, soit deux secondes de moins que le record du monde qu'elle a établi dans la finale du 100 mètres individuel, mais avec une avance de 2,3 secondes sur l'Américaine Sylvia Ruuska, ce qui signifie néanmoins que l'Australie dispose d'un avantage moins important que prévu. En nageant la deuxième étape, Leech maintient l'avance dans les 50 premiers mètres mais s'affaiblit dans la seconde moitié et termine avec un temps intermédiaire de 1 min 5,1 s, l'avance australienne étant réduite à 0,9 seconde. Même avec l'avantage d'un départ lancé, l'étape de Leech était 0,4 seconde plus lente que son meilleur temps lors de la compétition individuelle,.
Morgan est alors rattrapée et dépassée par Nancy Simons. À 25 mètres de la fin, Morgan sort la tête de l'eau et, voyant l'Américaine à une longueur de corps devant elle, creuse profondément pour reprendre une avance de 0,7 seconde avant le dernier changement. Crapp porte ensuite l'avance sur les États-Unis à 2,2 secondes pour s'assurer l'or en un temps record mondial de 4 min 17,1 s. Les Jeux olympiques de Melbourne sont la seule fois où l'Australie a réalisé un balayage complet du 100 mètres nage libre et des épreuves de relais pour les hommes et les femmes. Cet exploit n'a été égalé que par les Américains aux Jeux olympiques d'été de 1920. Cette victoire est la seule victoire de l'Australie dans un relais de natation féminin aux Jeux olympiques jusqu'aux Jeux olympiques d'été de 2004.

## Retraite
Après les Jeux olympiques de 1956, Leech se retire de la natation de compétition à l'âge de 15 ans. Elle est la première personne de Bendigo à remporter une médaille olympique et est fêtée à son retour dans sa ville natale. Elle considérait l'expérience de vivre dans le village olympique comme inhabituelle ; outre les grandes foules et la pression des Jeux olympiques, c'était la première fois qu'elle était loin de la maison familiale. Les médecins approuvent sa décision de se retirer, estimant qu'elle devenait trop nerveuse avant les courses. Leech travaille brièvement à Melbourne comme mannequin, avant de retourner à Bendigo pour aider l'entreprise familiale de bijouterie. Elle joue un rôle de premier plan dans l'entreprise après la mort de son père dans les années 1970, avant d'en confier le contrôle à son fils.
Leech épouse Mitch Tuohy et a deux fils, Adam et Troy, qu'elle a dissuadés de se lancer dans la natation de compétition, craignant la pression et les contraintes de la course. À la retraite, elle renonce au sport de compétition, mais conserve sa forme physique et ses qualités athlétiques,. Elle a enseigné la natation à des enfants handicapés, dont certains ont représenté l'Australie aux Special Olympics.
Mme Leech continue à s'impliquer dans le mouvement olympique en tant que bénévole. En juillet 1999, Leech et Jack Lockett (en), l'homme le plus âgé d'Australie à l'époque et vétéran de la Première Guerre mondiale, sont les invités d'honneur d'une célébration du compte à rebours avant l'arrivée de la flamme olympique à Bendigo en juillet 2000. En 2001, on lui diagnostique une tumeur au cou, de la taille d'une pièce de 50 centimes, qui est enlevée au cours d'une opération de sept heures, suivie de six semaines de radiothérapie. Cette expérience l'incite à devenir bénévole pour le Cancer Council (en) et à aider les personnes atteintes de la maladie. En février 2003, Leech téléphone à la quadruple championne olympique Betty Cuthbert pour la réconforter pendant sa convalescence après une hémorragie cérébrale. En octobre 2006, Leech s'associe à son coéquipier de 1956 John Devitt pour lancer une série de timbres de la poste australienne intitulée « 50 Years On-The Melbourne Olympics ».
Leech est intronisée au Path of Champions du Sydney Olympic Park Aquatic Centre. Elle meurt à son domicile le 14 septembre 2013, à l'âge de 72 ans,.